# Alexandra Miller
Alexandra Natasha  Miller, également connue sous son nom d'épouse Alexandra von Fürstenberg, est née le 3 ou le 8 octobre 1972 à New York, aux États-Unis. Fille du millionnaire Robert Warren Miller, c'est une designeuse de mobilier et une socialite anglo-américaine.

## Biographie
Troisième et dernière des « sœurs Miller » (telles que les surnomme la presse anglo-saxonne),, Alexandra naît le 3 ou le 8 octobre 1972,, à New York, aux États-Unis,. C'est cependant à Hong Kong (où certaines sources lui font voir le jour,), que la petite fille passe ses premières années avec sa famille.
Après des études en création de costumes et en histoire de l'art à la Parsons School of Design et à l'Université Brown, Alexandra attire l'attention de la presse du cœur en suivant les pas de ses sœurs Pia (en) et Marie-Chantal, qui ont toutes deux épousé des personnalités de la jet set internationale, à savoir Christopher Getty et le diadoque Paul de Grèce. Le 28 octobre 1995, Alexandra s'unit, à l'église Saint-Ignace-de-Loyola de New York, au prince Alexander von Fürstenberg (en), fils d'Egon et de Diane von Fürstenberg. Célébrée par le nonce apostolique Renato Martino, la cérémonie réunit 650 invités, parmi lesquels l'ancienne reine des Hellènes Anne-Marie, le prince Alexandre de Russie et Leah Boutros-Ghali, épouse du secrétaire général de l'ONU,.
Après son mariage, Alexandra rejoint DvF, la société de sa belle-famille, d'abord en tant que directrice de la création puis en tant que directrice de l'image. Elle persuade alors Diane de Fürstenberg de relancer sa « robe-enveloppe », ce qui aboutit à un succès commercial,. Parallèlement à sa carrière dans la mode, Alexandra donne le jour à deux enfants, Talita (1999) et Tassilo (2001). Cependant, le mariage de la jeune femme s'effondre du fait du tempérament volage de son époux et le couple divorce finalement en 2003.
En 2005, Alexandra quitte DvF. Deux ans plus tard, elle fonde sa propre compagnie. Nommée AvF, pour Alexandra von Fürstenberg, il s'agit d'une marque de mobilier et d'accessoires de maison fabriqués à base d'acrylique,. 
Le 7 juillet 2015, Alexandra se remarie, à Los Angeles, à l'architecte Dax Miller (de), avec lequel elle est en couple depuis 2008. En 2022, Alexandra fête ses 50 ans en compagnie de nombreuses personnalités de la jet set.

## Titulature
- 1995-2003 : Son Altesse Sérénissime la princesse Alexandra von Fürstenberg[19].